# Kommunalwahlrecht (Nordrhein-Westfalen)
Das Kommunalwahlrecht in Nordrhein-Westfalen wird durch mehrere Bestimmungen geregelt, darunter das Gesetz über die Kommunalwahlen im Lande Nordrhein-Westfalen (Kommunalwahlgesetz) und die Kommunalwahlordnung. Hinzu kommt das Gesetz zur Stärkung der kommunalen Demokratie aus dem Jahre 2013.
Im Land Nordrhein-Westfalen werden gemäß § 1 Abs. 1 Kommunalwahlgesetz bei den Kommunalwahlen die Vertretungen (Kreistage, Stadt- und Gemeinderäte) und die Obersten Verwaltungsbeamten (Landräte und Oberbürgermeister) gewählt, wobei die Stichwahl im Jahr 2007 abgeschafft, 2011 aber wieder eingeführt wurde.
Die nächsten Kommunalwahlen in Nordrhein-Westfalen finden am 14. September 2025 statt.

## Größe der Kommunalparlamente
Die Größe der Kommunalparlamente hängt von der Einwohnerzahl der Kommune und vom Wahlergebnis ab. Dabei wird etwa die Hälfte der Vertreter in Wahlbezirken durch Mehrheitswahl gewählt und die andere Hälfte (mindestens) über Reservelisten der Parteien. Erreicht eine Partei in den Wahlbezirken mehr Mandate, als ihr nach dem Verhältnis ihrer Stimmen zustehen würde, behält sie diese Mandate (Überhangmandate), und die anderen Parteien erhalten Ausgleichsmandate. Entsprechend vergrößern sich die Parlamente.
Die Gemeinden und Kreise können bis spätestens 45 Monate nach Beginn der Wahlperiode durch Satzung die Zahl der zu wählenden Vertreter um zwei, vier, sechs, acht oder zehn, davon je zur Hälfte in Wahlbezirken, verringern. Die Zahl von 20 Vertretern darf nicht unterschritten werden. Bis 2016 war nur eine Herabsetzung um maximal sechs Vertreter möglich. 
| Stadt oder Gemeinde | Stadt oder Gemeinde | Stadt oder Gemeinde | Kreise           | Kreise    | Kreise      |
| Einwohner           | Vertreter           | Wahlbezirke         | Einwohner        | Vertreter | Wahlbezirke |
| bis zu 005.000      | 20                  | 10                  | bis zu 200.000   | 48        | 24          |
| 5.001–008.000       | 26                  | 13                  | bis zu 200.000   | 48        | 24          |
| 8.001–015.000       | 32                  | 16                  | bis zu 200.000   | 48        | 24          |
| 15.001–030.000      | 38                  | 19                  | bis zu 200.000   | 48        | 24          |
| 30.001–050.000      | 44                  | 22                  | bis zu 200.000   | 48        | 24          |
| 50.001–100.000      | 50                  | 25                  | bis zu 200.000   | 48        | 24          |
| 100.001–250.000     | 58                  | 29                  | bis zu 200.000   | 48        | 24          |
| 250.001–400.000     | 66                  | 33                  | 200.001–300.000  | 54        | 27          |
| 250.001–400.000     | 66                  | 33                  | 300.001–400.000  | 60        | 30          |
| 400.001–550.000     | 74                  | 37                  | 400.001–500.000  | 66        | 33          |
| 400.001–550.000     | 74                  | 37                  | mehr als 500.000 | 72        | 36          |
| 550.001–700.000     | 82                  | 41                  | mehr als 500.000 | 72        | 36          |
| mehr als 700.000    | 90                  | 45                  | mehr als 500.000 | 72        | 36          |

## Wahltag
Ab 2009 hätten an dem Tag, an dem die deutschen Abgeordneten des Europaparlaments gewählt werden, auch die Kommunalparlamente in Nordrhein-Westfalen gewählt werden sollen. Gegen diese Regelung haben am 19. September 2008 Hannelore Kraft (SPD), Sylvia Löhrmann (Bündnis 90/Die Grünen) und weitere 83 Abgeordnete des Landtags Nordrhein-Westfalen Beschwerde vor dem nordrhein-westfälischen Verfassungsgericht eingelegt, weil sie eine Zusammenlegung mit der Bundestagswahl 2009 erreichen wollten. Das Gericht gab den Beschwerdeführern Recht. In der Urteilsbegründung erklärte es, dass eine Überschneidung von zwei Wahlperioden von maximal zweieinhalb Monaten vertretbar sei. Der damalige Innenminister Ingo Wolf (FDP) legte daraufhin den 30. August 2009 als Wahltag fest, sodass das Klageziel der Beschwerdeführer trotz erfolgreicher Beschwerde verfehlt wurde.
Im Jahr 2014 wurden die Kommunalwahl und die Europawahl einmalig am selben Tag abgehalten. Die letzte nordrhein-westfälische Kommunalwahl hat am 13. September 2020 stattgefunden, weil die bisher fünfjährige Wahlperiode einmalig um ein Jahr verlängert wurde. So wurde erreicht, dass die Wahl der Oberbürgermeister, Landräte und Bürgermeister am selben Tag stattfinden konnte. Die Wahlperiode der im Jahr 2020 gewählten Vertretungen begann somit am 1. November 2020.